# Школа Християнського життя і Євангелізації
Школи християнського життя і євангелізації [Школа християнського життя Святої Марії з Назарету Матері Церкви] - школа формаційного руху, метою якого є повне розуміння християнського життя, а також підготовка католиків для лідерства у церкві або в парафіях, різних рухів Церкви, або молитовних груп.

## Історія виникнення школи
Історія Школи християнського життя і євангелізації починається з 1997 року з молитовно-біблійних з'їздів для дорослих. Офіційно Школа розпочала діяти 21 липня 1998 р., заснована  братом Петром Куркевичем,священиком ордену Братів Менших Капуцинів, діє під керівництвом братів капуцинів і лідерів співтовариства мирян з України, Росії, Білорусі, Польщі, Литви, Латвії, Чехії, Болгарії. Таким чином, школа є частково рухом, який об'єднує людей і розвиває відносини дружби. Директор та засновник Школи християнського життя і євангелізації Петро Куркевич стверджує, що формування Школи відбулося внаслідок Божого провидіння.

## Філії школи
1. США: Нью-Йорк; Чикаго
2. Білорусь: Жодіно,  Орша
3. Росія: Москва, Нижній Новгород, Магадан
4. Придністров’я: Слобода Рашківська
5. Польща: Варшава, Влоцлавек, Вроцлав, Єленя Гура, Кошалін, Краків - Нови Тарг,  Нова Суль - Зельона Гура, Олькуш,  Остроленка,  Познань,  Радом,  Гданськ, Торунь, Валбжих, Гнєзно, Кєльце, Бидгощ
6. Литва: Каунас, Вільнюс, Пауляй.
7. Болгарія: Белозем, Плевен
8. Латвія: Рига, Даугавпілс, Гулбене
9. Чехія: Прага, Острава, Брно
10. Велика Британія: Лондон; Бірмінгем, Лідс
11. Ірландія: Нок
12. Німеччина: Мюнхен
13. Італія: Падуя, Венеція
14. Австрія: Відень
15. Україна: Красилів,  Вінниця, Городок , Дніпро, Житомир , Івано-Франківськ, Кам’янець-Подільський,  Львів,  Мелітополь,  Мукачеве, Надвірна, Одеса, Тернопіль, Косівська Поляна,  Ужгород,  Херсон,  Маниківці,  Чернівці,  Чортків, Київ, Дунаївці

Філії Школи Християнського життя і Євангелізації на карті [Архівовано 23 жовтня 2016 у Wayback Machine.]

## Програма школи
Метою школи є не тільки обмін знаннями, але й підготовка людей до пізнання живого Бога та координаційний розвиток відносин між парафіями і молитовними групами з різних куточків України та світу.
Навчання триває протягом шести років. Щороку ділиться на чотири сесії. Існує двохтижнева сесія, що відбується влітку, і три сесій на вихідних, які проводяться протягом осені, зими і весни.
Шкільна програма:
| Рівень | Сесія вікендова | Сесія протягом 12 днів | Зміст програми |
| ------ | --------------- | ---------------------- | --- |
| 0      | осіння          |                        | керигма на прикладі Давида |
| 0      | зимова          |                        | керигма на прикладі Авраама |
| 0      | весняна         |                        | керигма заснована на житті Пресвятої Діви Марії |
| І      |                 | літня                  | Керигма на основі Оази о. Франциска Бляхніцького (пол. Blachnicki ) і матеріалів з Альфа - курсу. Основи навчання: як формувати своє життя для того, щоб стати учнем Ісуса.                                                                                                 |
| І      | осіння          |                        | Керигма на основі Оази о. Франциска Бляхніцького (пол. Blachnicki ) і матеріалів з Альфа - курсу. Основи навчання: як формувати своє життя для того, щоб стати учнем Ісуса.                                                                                                 |
| І      | зимова          |                        | Керигма на основі Оази о. Франциска Бляхніцького (пол. Blachnicki ) і матеріалів з Альфа - курсу. Основи навчання: як формувати своє життя для того, щоб стати учнем Ісуса.                                                                                                 |
| І      | весняна         |                        | Керигма на основі Оази о. Франциска Бляхніцького (пол. Blachnicki ) і матеріалів з Альфа - курсу. Основи навчання: як формувати своє життя для того, щоб стати учнем Ісуса.                                                                                                 |
| ІІ     |                 | літня                  | Біблійні теми, що розкривають шляхи звільнення себе від гріхів, пристрастей і слабких сторін (на основі II Оази о. Франциска Бляхніцького (пол. Blachnicki) , кардинала Мартіні , Мойсея , Ніла Лозано ) Теми з вчення Ігнатія Лойоли , виявлення основ духовної орієнтації |
| ІІ     | осіння          |                        | Обговорювання тем, заснованих на теології та психології, які допомагають прийняти себе і відповісти на питання: Яким Бог бачинь мене? Як я себе бачу? і т.д.) |
| ІІ     | зимова          |                        | Теми, засновані на базі 12 Кроків Анонімних Алкоголіків , які показують шлях звільнення себе від наркоманії |
| ІІ     | весняна         |                        | Теми, засновані на базі 12 Кроків Анонімних Алкоголіків , які показують шлях звільнення себе від наркоманії |
| ІІІ    |                 | літня                  | Співтовариство (на основі матеріалів з III Оази), підготовка керівників малих груп, Євангелізація (за о. Франциском Бляхніцьким, пол. Blachnicki , Флореса , Буковекі пол. Bukowiecki )                                                                                     |
| ІІІ    | осіння          |                        | Християнська антропологія (за Фр. Бланчіки пол. Blachnicki , Кароля Войтила та ін. ) |
| ІІІ    | зимова          |                        | Християнська антропологія (за Фр. Бланчіки пол. Blachnicki , Кароля Войтила та ін. ) |
| ІІІ    | весняна         |                        | Християнська антропологія (за Фр. Бланчіки пол. Blachnicki , Кароля Войтила та ін. ) |
| IV     |                 | літня                  | Підготовка лідерів молитви. - Семінарія творчості (пантоміма, танець, драма). - Підготовка лідерів співтовариства. |
| V      |                 | літня                  | Теологія внутрішнього життя |

## Діяльність школи
Школа християнського життя та євангелізації організовує реколекції Oasis, що діють у цілому світі.
Oasis вперше в Польщі була організована в серпні 2011 року. Зустрічі проводяться три рази на рік під час сесії: навесні, влітку і взимку.
На реколекції збираються молоді люди навколо таких питань: як змінюються відносини в сім'ї, дружні відносини?, Рух чистих сердець, як бути жінкою? як бути чоловіком? підготовка до шлюбу, керигма, і багато іншого.
Щорічна харизматична конференція "Вогонь". Перша така конференція в Україні відбулася у 2003 році в м. Хмельницький. Мета цієї зустрічі — це, по-перше, спонтанне прославлення Бога, по-друге, — зустріч усіх учасників Школи Християнського Життя і Євангелізації.
Крім сесій за розкладом школа проводить додаткові тематичні з'їзди та конференції поза розкладом 
Також у системі школи діють реабілітаційні центри.